# Список достопримечательностей Курской области
Наиболее известными достопримечательностями Курской области являются Коренная пустынь и усадьба князей Барятинских Марьино.

## Список достопримечательностей Курской области

### Курский район
| Наименование                                                           | Ближайший населённый пункт, адрес       | Фото | Краткое описание | Координаты                      |
| ---------------------------------------------------------------------- | --------------------------------------- | ---- | --- | ------------------------------- |
| Усадьбы, парки, музеи                                                  |                                         |      | |                                 |
| Усадьба Нелидовых                                                      | д. 1-я Моква                            |      | Усадьба Нелидовых — памятник истории и архитектуры республиканского значения. Дворец в стиле русской псевдоготики, 19 в. Ландшафтный парк с системой прудов, пирамидальные дубы возрастом более 200 лет. В настоящее время в здании действует санаторий «Моква». | 51°42′46″ с. ш. 36°05′47″ в. д. |
| Усадьба Анненковых                                                     | д. Жеребцово                            |      | Усадьба Анненковых — лесопарк с 400-летними дубами и руины усадьбы 18 в. Особняк представлял собой высокий кирпичный оштукатуренный двухэтажный дом в строгом классическом стиле на высоком сводчатом цокольном этаже. До 1982 здание занимала школа, затем здание пустовало и разрушалось. В настоящее время (2013 г.) частично сохранились некоторые помещения кирпичных подвалов усадьбы. От парка усадьбы сохранились дубы и старовозрастная липа. | 51°42′19″ с. ш. 35°58′37″ в. д. |
| Усадьба Г. А. Новосильцева                                             | с. Лебяжье                              |      | Усадьба 19в, В 1996 усадьбу Новосильцева занял Курский филиал Орловской школы милиции. «Парк Лебяжье»- старинный парк на берегу р. Сейм, имеющий форму прямоугольника с двумя липовыми аллеями. | 51°40′57″ с. ш. 36°16′16″ в. д. |
| Музей Надежды Плевицкой                                                | с. Винниково                            |      | Дом-музей, родина певицы Надежды Плевицкой. | 51°48′51″ с. ш. 36°28′31″ в. д. |
| Парк «Щетинка»                                                         | д. Щетинка                              |      | Памятник природы. Служит местом отдыха жителей села и областного туберкулёзного диспансера. Аллеи с посадками липы и вяза в возрасте 90 и более лет. Сохранилось несколько деревьев русского дуба и обыкновенной сосны старше 130 лет. |                                 |
| Церкви, монастыри                                                      |                                         |      | |                                 |
| Церковь Святой Троицы                                                  | с. Винниково                            |      | Деревянная церковь, 1843 г. | 51°48′59″ с. ш. 36°28′37″ в. д. |
| Церковь Святой Троицы                                                  | с. Лебяжье                              |      | Каменная церковь Святой Троицы, датируемая 1856 — 1859 г. | 51°40′43″ с. ш. 36°16′04″ в. д. |
| Церковь Святой Троицы                                                  | с. Троица                               |      | церковь, 1801 г. |                                 |
| Церковь Покрова Пресвятой Богородицы                                   | с. Виногробль                           |      | Заброшенная каменная церковь Покрова Пресвятой Богородицы, 1861 г. | 51°51′35″ с. ш. 36°26′07″ в. д. |
| Церковь Архангела Михаила                                              | с. Каменево                             |      | Заброшенная каменная церковь Архангела Михаила. | 51°49′40″ с. ш. 36°27′41″ в. д. |
| Церковь святителя Митрофана Воронежского                               | с. Букреево                             |      | Церковь святителя Митрофана Воронежского, 1844 г.. |                                 |
| Могила монахини Мисаилы                                                | д. Барышниково, д. Муравлево.           |      | Могила монахини Мисаилы, источник с купелью, деревянная часовня современной постройки. | 51°37′08″ с. ш. 36°33′56″ в. д. |
| Водоёмы, источники                                                     |                                         |      | |                                 |
| Линево озеро                                                           | с. Толмачёво                            |      | Памятник природы, озеро-старица на правом берегу поймы р. Сейм, севернее с. Толмачёво. Длина озера около 2 км, шириной до 200 м. К озеру прилегает т. н. Толмачёвское болото с растительностью, на реликтовый характер которого ещё в начале 20 в. обратили внимание В. В. Алёхин и В. Н. Сукачёв. | 51°42′30″ с. ш. 36°14′52″ в. д. |
| Заповедники, заказники                                                 |                                         |      | |                                 |
| Стрелецкая степь, (заповедник)                                         | п. Заповедный                           |      | Заповедная, никогда не паханая степь, основная часть Центрально-Чернозёмного биосферного заповедника им. В. В. Алёхина.. | 51°34′13″ с. ш. 36°05′31″ в. д. |
| Жерновецкая дача                                                       | д. Будановка, д. Гремячка, д. Букреевка |      | Заказник, представлен пушной профиль, встречаются кабаны, лоси и косули. Для поддержания поголовья в лесу установлены кормушки для подкормки в зимний период. |                                 |
| Археологические памятники                                              |                                         |      | |                                 |
| Изваяние Половецкий воин, (Каменная баба)                              | п. Заповедный                           |      | древнее каменное изваяние, Каменная баба, находится в естественном окружении в Стрелецкой степи. | 51°34′13″ с. ш. 36°05′31″ в. д. |
| Бесединское (Ратское) городище                                         | д. Городище, д. Шеховцово               |      | Бесединское (Ратское) городище, «Тарелочка», отождествляется с известным по письменным источникам древнерусским городом Ратун (Ратно). Раскопки документируют непрерывное существование в IX — первой половине XI в н. э., возобновлённого в XII в. укреплённого поселения. Городище с валом высотой 8 м.. |                                 |
| Городище д. Гнездилово                                                 | д. Гнездилово                           |      | городище IX—XII вв. н. э.. |                                 |
| Курганный комплекс Которск III                                         | х. Кислино                              |      | Археологический памятник 2-я пол. I тыс. до н. э.. | 51°36′49″ с. ш. 36°10′37″ в. д. |
| Геологические памятники                                                |                                         |      | |                                 |
| Выход фосфоритной плиты в песчаном карьере                             | д. Ушаково                              |      | Геологический памятник, представлен выходом фосфоритной плиты с отпечатками морских животных верхнемелового периода. |                                 |
| Погребенная Микулинская палеобалка в Александровском карьере суглинков | г. Курск Курский район                  |      | Геологический памятник. В карьере представлены пять погребенных почв, формировавшихся в микулинское межледниковье. В разрезе найдены костные остатки шерстистого носорога и доисторической лошади с 14С-возрастом около 40000 лет. | 51°36′04″ с. ш. 36°06′30″ в. д. |

### Беловский район
| Наименование                                 | Ближайший населённый пункт, адрес | Фото                | Краткое описание | Координаты                      |
| -------------------------------------------- | --------------------------------- | ------------------- | --- | ------------------------------- |
| Усадьбы, парки, музеи                        |                                   |                     | |                                 |
| Усадебный дом помещика Шагарова              | д. Корочка                        |                     | Усадебный дом помещика Шагарова (2-я половина 19 в.). |                                 |
| Усадьба К. П. Арнольди                       | х. Кучеров                        |                     | Усадьба предводителя дворянства Суджанского уезда К. П. Арнольди (конец 19 — Начало 20 в.) (Пограничная зона) |                                 |
| Руины водяной мельницы в с. Крупец           | c. Крупец                         |                     | Руины каменной водяной мельницы в с. Крупец | 51°05′33″ с. ш. 35°29′48″ в. д. |
| Церкви, монастыри                            |                                   |                     | |                                 |
| Церковь Михаила Архангела                    | с. Щеголек                        | Внешние изображения | Деревянная церковь Михаила Архангела, 1783 г.. |                                 |
| Храм «Введения во храм Пресвятой Богородицы» | с. Белица                         |                     | В 1907 году в селе Белица была построена каменная церковь, названная в честь праздника Введения во храм Пресвятой Богородицы. Строительство храма велось на пожертвования прихожан церкви, а также, по словам старожилов села, на пожертвования помещика Семикосова из с. Крупец Беловского района. Строительство церкви велось с 1903 г. по 1907 г. |                                 |
| Заповедники, заказники                       |                                   |                     | |                                 |
| урочище «Горы-Болото»                        | с. Долгий Колодезь                |                     | Дендрологический памятник природы представлен противоэрозионными насаждениями по крутым меловым склонам; байрачные дубравы с примесью ясеня и клена. |                                 |
| Заказник «Сосны»                             | с. Камышиное                      |                     | Биологический природный заказник создан дла охраны лекарственных растений. В основном представлены редколесье сосны; ассоциации степных лекарственных растений (чабрец, цмин песчаный). |                                 |
| Археологические памятники                    |                                   |                     | |                                 |
| Гочевское городище                           | с. Гочево                         |                     | Археологический памятник, городище и курганы, (предположительно — город Римов Киевской Руси). Город находился на крутом стометровом мысу, окаймлённом с юга и востока излучиной реки Псёл, с севера глубоким и широким логом, а с запада — крепостным валом.                                                                                         |                                 |
| Городище «Разбойничий курган»                | х. Чернецкий                      |                     | Городище, 2-я пол. I тыс. до н. э. |                                 |
| Городище с. Долгий Колодезь                  | с. Долгий Колодезь                |                     | Городище, IX—X вв. н. э. |                                 |
| Внешние изображения                          |                                   |                     | |                                 |
|                                              |                                   |                     | |                                 |

### Большесолдатский район
| Наименование                              | Ближайший населённый пункт, адрес | Фото | Краткое описание | Координаты                      |
| ----------------------------------------- | --------------------------------- | ---- | --- | ------------------------------- |
| Усадьбы, парки, музеи                     |                                   |      | |                                 |
| Усадебный дом помещиков Медведевых        | с. Мальцево, с. Любимовка         |      | усадебный дом помещиков Медведевых (конец 19 в.).                                                                                              |                                 |
| Церкви, монастыри                         |                                   |      | |                                 |
| Церковь Великомученика Дмитрия Солунского | с. Мальцево, с. Любимовка         |      | Церковь Великомученика Дмитрия Солунского, 1864 г..                                                                                            |                                 |
| Водоемы, источники                        |                                   |      | |                                 |
| Ручей Каменец                             | с. Большой Каменец                |      | В русле и долине имеются природные камни. Место нахождения «страросуджанских кладов» — изделий византийского производства из серебра и золота. | 51°19′35″ с. ш. 35°39′26″ в. д. |

### Глушковский район
| Наименование                         | Ближайший населённый пункт, адрес | Фото | Краткое описание | Координаты                      |
| ------------------------------------ | --------------------------------- | ---- | --- | ------------------------------- |
| Усадьбы, парки, музеи                |                                   |      | |                                 |
| Парк им. Фрунзе                      | п. Глушково                       |      | Старинный парк. В парке находится церковь Святой Троицы, 1785 г. |                                 |
| Церкви, монастыри                    |                                   |      | |                                 |
| Церковь Святой Троицы                | п. Глушково, Парк им. Фрунзе.     |      | Каменная церковь Святой Троицы, 1785 г.. |                                 |
| Церковь Покрова Пресвятой Богородицы | с. Алексеевка                     |      | Деревянная церковь Покрова Пресвятой Богородицы, 1834 г.. |                                 |
| Индустриальные достопримечательности |                                   |      | |                                 |
| Глушковская суконная мануфактура     | п. Глушково                       |      | Глушковская суконная мануфактура, основанная курским купцом Иваном Дубровским и ближайшим сподвижником Петра I Василием Корчминым в 1719. В РГАДА она значится как Путивльская суконная мануфактура В. Д. Корчмина. Мануфактура была основным поставщиком сукна для армии и флота. С 3 июня 1791 по 1840 мануфактурой владел граф П. С. Потемкин. Это одна из старейших и крупнейших (в своё время) фабрик России, существующая доныне как Глушковская суконная фабрика. |                                 |
| Заповедники, заказники               |                                   |      | |                                 |
| Гладиолусовый луг                    | с. Карыж                          |      | Гладиолусовый луг в пойме р. Сейм, где произрастает редкое растение — дикий гладиолус (до 260 гладиолусов на 1 м²), занесённый в «Красную книгу» России. |                                 |
| Карыжский лес                        | с. Карыж                          |      | Старинный сосновый бор площадью 1820 гектаров, в котором произрастают редкие породы сосны — сосна веймутова, сосна крымская, а также маньчжурский орех и др. редкие породы деревьев. |                                 |
| Зоболотовский лес                    | д. Зоболотовка                    |      | Высокопродуктивные лесные культуры сосны |                                 |
| Геологические памятники              |                                   |      | |                                 |
| Обнажениями Козюлина оврага (морена) | с. Марково                        |      | Отложения морены, оставленные максимальным (Днепровским) четвертичным оледенением Русской равнины | 51°24′20″ с. ш. 34°27′44″ в. д. |

### Горшеченский район
| Наименование                               | Ближайший населённый пункт, адрес | Фото | Краткое описание | Координаты |
| ------------------------------------------ | --------------------------------- | ---- | --- | ---------- |
| Церкви, монастыри                          |                                   |      | |            |
| Церковь Иконы Божьей Матери Казанской      | с. Ключ                           |      | церковь Иконы Божьей Матери Казанской (1799—1803) |            |
| Церковь Михаила Архангела                  | с. Старое Роговое                 |      | Каменная церковь Михаила Архангела |            |
| Церковь Покрова Пресвятой Богородицы       | с. Кунье                          |      | церковь Покрова Пресвятой Богородицы, 1816 г.. |            |
| Водоемы, источники                         |                                   |      | |            |
| Старооскольское водохранилище              | с. Кунье                          |      | Живописное водохранилище, место отдыха. |            |
| Заповедники, заказники                     |                                   |      | |            |
| Заповедная зона «Баркаловка»               | д. Баркаловка                     |      | Участок Центрально-Чернозёмного заповедника. Район с реликтовой флорой, известный как «Сниженные Альпы». Здесь произрастают растения, свойственные ледниковому и третичному периоду времени. Особенно обилен вечнозеленый кустарник волчеягодник Юлии (русский рододендрон). Включает Урочище Розовая долина, Подгорное, Гукла. |            |
| Памятник природы «Урочище "Петрова балка"» | с. Нижние Борки                   |      | Создан для охраны уникального комплекса степной растительности с участками ковыльных степей, являющихся местом обитания редких видов флоры и фауны Курской области, в том числе внесенных в Красную книгу Российской Федерации.                                                                                                 |            |
| Урочище Сурчины                            | д. Быстрик                        |      | Памятник природы, балка с широким днищем, тянущяяся с северо-запада на юго-восток, сложенная меловыми отложениями и степные участки, где сохранились реликтовые растения — берёза приземистая, осока низкая, чабрец меловой, дафна Юлии, володушка многожильчатая, ковыль перистый, овсец пустынный, истод сибирский.           |            |
| «Урочище Парсет» (Мишин Бугор)             | д. Боровка.                       |      | Здесь сосредоточен ботанико-геоморфологический комплекс: холмистый рельеф, меловые отложения, реликтовые растения — астрагал австрийский и пушистоцветковый, качим высокий, норичник обыкновенный, грудница мохнатая, истод сибирский, шиверекия горная, шлемник меловой, чабер меловой, резеда, ковыль, тонконог, очанка.      |            |
| Сосновский заказник                        | с. Сосновка.                      |      | Биологический природный заказник создан для охраны лекарственных растений. В основном представлены заросли горицвета (адониса) весеннего на меловом склоне. |            |

### Дмитриевский район
| Наименование                                                     | Ближайший населённый пункт, адрес | Фото | Краткое описание | Координаты |
| ---------------------------------------------------------------- | --------------------------------- | ---- | --- | ---------- |
| Усадьбы, парки, музеи, памятники архитектуры                     |                                   |      | |            |
| Усадьба Великого князя Михаила Александровича                    | п. Первоавгустовский (Дерюгино)   |      | Усадьба Великого князя Михаила Александровича, приобретена в 1893 г. В имении было образцовое хозяйство. Здесь был построен свеклосахарный, винокуренный, лесопильный заводы, бумажная фабрика, метеорологическая станция, заводская школа, больница и богадельня имени императора Александра III. |            |
| Лиственничная аллея                                              | с. Бычки                          |      | Лиственничная аллея, протяженностью в 1 км в Дмитриевском районе, посажена в 1902 г. по распоряжению Великого князя Михаила Александровича Романова. |            |
| Усадьба Волжиных                                                 | с. Береза                         |      | Усадьба Волжиных, (2-я половина 19 в.) |            |
| Штабная землянка 1-й Курской партизанской бригады в 1942—1943 гг | с. Неварь                         |      | Памятник архитектуры, находится в лесу в 1,5 км от с. Неварь. |            |
| Церкви, монастыри                                                |                                   |      | |            |
| Церковь Воздвижения Креста Господня                              | с. Рогозна                        |      | Церковь Воздвижения Креста Господня, (1790). Рядом с церковью могила известного русского математика, генерал-лейтенанта Николая Васильевича Христиани и его жены Екатерины Александровны. |            |
| Церковь Георгия Победоносца                                      | с. Дерюгино                       |      | Церковь Георгия Победоносца, (1825) |            |
| Церковь Марии Магдалины                                          | г. Дмитриев-Льговский             |      | Церковь Марии Магдалины, (1879). |            |
| Заповедники, заказники                                           |                                   |      | |            |
| Мининская дубрава                                                | д. Клишино                        |      | Типичная водораздельная дубрава с культурами дуба, сосны и ели, посаженными до 1917 года в Дмитриевском районе. |            |
| Археологические памятники                                        |                                   |      | |            |
| Городище с. Старый Город                                         | с. Старый Город                   |      | Городище было обследовано курским археологом Ю. А. Липкингом в начале 60-х годов. Юрий Александрович говорил, что из «живых» домонгольских городов в Курской области, кроме самого Курска, находится Рыльск, Льгов и Дмитриев. Находится на 2,5 км ниже современного города Дмитриев.              |            |
| Городище д. Городище                                             | д. Городище                       |      | Древнее городище, курганные захоронения. |            |

### Железногорский район
| Наименование                                                     | Ближайший населённый пункт, адрес            | Фото                              | Краткое описание | Координаты                                                                                                  |
| ---------------------------------------------------------------- | -------------------------------------------- | --------------------------------- | --- | --- |
| Индустриальные достопримечательности                             |                                              |                                   | | |
| Михайловский карьер (Михайловский рудник, железногорский карьер) | г. Железногорск                              |                                   | Карьер колоссальных размеров, добыча железной руды. В карьере работают карьерные самосвалы БелАЗ и шагающие экскаваторы. Пребывание посторонних в карьере запрещено, но имеется специальная смотровая площадка.                                                       | 52°18′48″ с. ш. 35°24′19″ в. д.                                                                             |
| Цветные озера                                                    | с. Остапово                                  | Внешние изображения Цветные озера | Озера образовались в отвалах Михайловского карьера, вода окрашивается в разные цвета оксидами железа и другими соединениями, содержащимися в отвалах. | 52°16′21″ с. ш. 35°23′11″ в. д.                                                                             |
| Усадьбы, парки, музеи                                            |                                              |                                   | | |
| Каменная усадьба И. П. Анненкова                                 | с. Карманово                                 |                                   | Каменная усадьба Анненковых, (вторая половина 19 в.) В настоящее время в здании располагается Кармановское лесничество. | |
| Мемориальный комплекс "Большой дуб (музей-заповедник)            | п. Золотой                                   |                                   | «Большой Дуб» — мемориальный комплекс, «Курская Хатынь». Во время ВОВ 17 октября 1942 жители посёлка (44 человека — женщины, дети и старики) были расстреляны, а затем их трупы и все дома посёлка были сожжены.                                                      | 52°16′12″ с. ш. 35°20′18″ в. д.                                                                             |
| Церкви, монастыри                                                |                                              |                                   | | |
| Церковь святителя Николая Чудотворца                             | сл. Михайловка                               |                                   | Церковь святителя Николая Чудотворца (1793) | |
| Церковь Покрова Пресвятой Богородицы                             | с. Жидеевка                                  |                                   | Церковь Покрова Пресвятой Богородицы (конец 19 в.). | |
| Водоемы, озера, источники                                        |                                              |                                   | | |
| Артезианский источник                                            | сл. Михайловка                               |                                   | Источник с чистой водой, бъющий из под земли на опушке в урочище «Гнань» Железногорском районе. Водоем площадью 50 м². | Михайловское водохранилище на реке Свапа. Огромное водохранилище расположенное на территории друх регионов. |
| Заповедники, заказники, памятники природы                        |                                              |                                   | | |
| Жидеевская дача                                                  | с. Жидеевка, сл. Михайловка, д. Старый Бузец |                                   | Памятник природы на берегу реки Свапа отличает интересный состав северных растений, сфагновые болота с реликтовой растительностью ледникового периода (белоусники, вереск, а иногда и клюква). Участок сосновых культур с неморальными и бореальными видами растений. | |
| Внешние изображения                                              |                                              |                                   | | |
|                                                                  | Цветные озера                                |                                   | | |

### Золотухинский район
| Наименование                                                        | Ближайший населённый пункт, адрес | Фото | Краткое описание | Координаты                      |
| ------------------------------------------------------------------- | --------------------------------- | ---- | --- | ------------------------------- |
| Усадьбы, парки, музеи, памятники архитектуры                        |                                   |      | |                                 |
| Воробьёвка — усадьба Фета                                           | 1-я Воробьёвка                    |      | Усадьба А. Фета. В центральной усадьбе располагается Воробьёвская школа, на втором этаже которой создана экспозиция, рассказывающая о жизни и творчестве Фета. Парк, в центральной части усадьбы 4 вяза, три дуба и два белых тополя в возрасте более 100 лет. | 51°59′21″ с. ш. 36°28′41″ в. д. |
| Мемориальный комплекс «КП Центрального фронта»                      | м. Свобода                        |      | Мемориальный комплекс «КП Центрального фронта». Парк, памятники, экспозиция военной техники. Воссоздан блиндаж командующего фронтом К. К. Рокоссовского. | 51°58′17″ с. ш. 36°18′36″ в. д. |
| Церкви, монастыри                                                   |                                   |      | |                                 |
| Коренная пустынь                                                    | м. Свобода                        |      | Мужской монастырь Коренная пустынь(1597). Один из самых известных и древних в России. Святые источники. | 51°58′21″ с. ш. 36°18′41″ в. д. |
| Знаменская церковь                                                  | с. Тазово                         |      | Церковь Иконы Божией Матери Знамение (1850) | 51°55′37″ с. ш. 36°18′15″ в. д. |
| Церковь Иоакима и Анны                                              | с. Долгое                         |      | Церковь Иоакима и Анны (1852) | 51°57′37″ с. ш. 36°18′24″ в. д. |
| Церковь Великомученика Георгия Победоносца                          | с. Уколово                        |      | Церковь Великомученика Георгия Победоносца (1884). |                                 |
| Водоемы, источники                                                  |                                   |      | |                                 |
| Водопад в д. Матвеевка (Золотухинский водопад, Матвеевский водопад) | д. Матвеевка                      |      | Искусственный водопад высотой 7 м. В 62 километрах от Курска в деревне Матвеевка Золотухинского района можно наблюдать удивительный пейзаж. Мощный поток воды, падающей с семиметровой высоты, образует красивейший водопад. При этом шум воды настолько сильный, что приходится кричать во все горло, чтобы тебя услышал собеседник. Этот водопад не природного происхождения. Это гидротехническое сооружение, образующее пруд и состоящее из земляной плотины, водосброса и донного водоспуска. Таким образом сбрасывается лишняя вода из пруда, чтобы избежать затопления домов близлежащей деревни Чаплыгино. Но со стороны выглядит как настоящий водопад. | 52°02′30″ с. ш. 36°25′49″ в. д. |
| Заповедники, заказники, памятники природы                           |                                   |      | |                                 |
| Урочище «Темное»                                                    | Воробьевка 2-я                    |      | Дендрологический памятник природы образован для сохранения естественной дубравы высокой продуктивности, связанной с историческим комплексом усадьбы русского поэта Фета А. А.. |                                 |
| Археологические памятники                                           |                                   |      | |                                 |
| Погребальный курган племён «катакомбной культуры»                   | Воробьевка 1-я                    |      | Погребальный курган племён т. н. «катакомбной культуры» (конец III — нач. II тыс. до н. э.), исследованным ещё до революции проф. Д. Я. Самоквасовым. Макет кургана и предметы, найденные в нём, выставлены в Историческом музее в Москве. |                                 |
| Городище д. Переверзево                                             | д. Переверзево                    |      | Городище, 2-я пол. I тыс. до н. э. — X—XI вв. н. э. |                                 |

### Касторенский район
| Наименование                               | Ближайший населённый пункт, адрес | Фото | Краткое описание | Координаты |
| ------------------------------------------ | --------------------------------- | ---- | --- | ---------- |
| Усадьбы, парки, музеи                      |                                   |      | |            |
| Усадьба помещика А. И. Алехина             | с. Красная Долина                 |      | Усадьба помещика А. И. Алехина, отца известного шахматиста А. А. Алёхина. Усадьба состоит из главного усадебного дома, конюшни и хозяйственной пристройки. |            |
| Церкви, монастыри                          |                                   |      | |            |
| Церковь Успения Пресвятой Богородицы       | п. Касторное                      |      | Церковь Успения Пресвятой Богородицы, (1779) |            |
| Церковь Михаила Архангела                  | с. Орехово                        |      | Церковь Михаила Архангела, (1791) |            |
| Храм Троицы Живоначальной                  | с. Орехово                        |      | Храм Троицы Живоначальной, (1791) |            |
| Церковь великомученика Димитрия Солунского | с. Успенка                        |      | Церковь великомученика Димитрия Солунского, (1830). |            |

### Конышевский район
| Наименование                                 | Ближайший населённый пункт, адрес    | Фото | Краткое описание | Координаты |
| -------------------------------------------- | ------------------------------------ | ---- | --- | ---------- |
| Усадьбы, парки, музеи                        |                                      |      | |            |
| Усадьба Н. Ф. Якимова                        | с. Платава                           |      | Усадьба Н. Ф. Якимова (конец 19 в.) |            |
| Церкви, монастыри                            |                                      |      | |            |
| Деревянная церковь пророка и Предтечи        | с. Юрьевка                           |      | Деревянная церковь пророка и Предтечи, (1844) |            |
| Монастырь иконы Божьей Матери Знамение       | п. Правобережный, южнее д. Коробкино |      | Монастырь иконы Божьей Матери Знамение (конец 19 в) |            |
| Заброшенная каменная Церковь Никиты Мученика | с. Яндовище                          |      | Заброшенная каменная Церковь Никиты Мученика, (1853). |            |
| Заповедники, заказники                       |                                      |      | |            |
| Макаро-Петровский заказник                   | д. Платава                           |      | По территории заказника протекает река Сейм. Растительность представлена лесными и лесостепными экосистемами. Охота запрещена. Главным объектом охраны заказника является бобр. |            |
| Песчаный заказник                            | с. Песчаное                          |      | Биологический природный заказник создан дла охраны лекарственных растений. Объект охраны — чабрец, который произрастает на пастбищных угодьях с разнотавьем.                    |            |

### Кореневский район
| Наименование                                                            | Ближайший населённый пункт, адрес | Фото | Краткое описание | Координаты                      |
| ----------------------------------------------------------------------- | --------------------------------- | ---- | --- | ------------------------------- |
| Усадьбы, парки, музеи                                                   |                                   |      | |                                 |
| Усадьба И. Т. Викторова «Дворец для любимой» («Школа в графском замке») | с. Сафоновка                      |      | Усадьба И. Т. Викторова «Дворец для любимой» (конец 19 в.). |                                 |
| Усадьба А. В. Муравьева                                                 | с. Скрылевка                      |      | Усадьба А. В. Муравьева, (19 в.) |                                 |
| Церкви, монастыри                                                       |                                   |      | |                                 |
| Церковь Святой Троицы                                                   | с. Скрылевка                      |      | Церковь Святой Троицы, (нач. 19 в.) |                                 |
| Церковь Покрова Пресвятой Богородицы                                    | с. Любимовка                      |      | Церковь Покрова Пресвятой Богородицы, (1877) |                                 |
| Церковь Илии Пророка                                                    | с. Благодатное                    |      | Церковь Илии Пророка, (1898) |                                 |
| Церковь Святой Троицы                                                   | с. Верхняя Груня                  |      | Церковь Святой Троицы, (1901). |                                 |
| Заповедники, заказники, памятники природы                               |                                   |      | |                                 |
| Озеро Маковье                                                           | д. Юрасово, ст. Гапоново          |      | Озеро-старица. Река Крепна впадает в старицу Сейма, которая имеет длину 4 км и соединена с основным руслом узкой протокой. Эту старицу называют Маковьим озером. В нём живут выдры, норки, выхухоли, бобры и ондатры, а также много различных птиц. | 51°22′37″ с. ш. 34°50′12″ в. д. |
| Пушкаро-Жадинское месторождение лечебных торфов                         | с. Жадино                         |      | Месторождение лечебных торфов. |                                 |
| Памятники археологии                                                    |                                   |      | |                                 |
| Городище с. Жадино                                                      | с. Жадино                         |      | Городище, кон. I тыс. до н. э. |                                 |

### Курчатовский район (Курская область)
| Наименование                              | Ближайший населённый пункт, адрес | Фото | Краткое описание | Координаты                      |
| ----------------------------------------- | --------------------------------- | ---- | --- | ------------------------------- |
| Индустриальные достопримечательности      |                                   |      | |                                 |
| Курская АЭС                               | г. Курчатов, Промзона             |      | Курская атомная электростанция, одна из самых мощных в России. В г. Курчатов доступ иногороднего автотранспорта ограничен. Вокруг АЭС санитарная зона. | 51°40′30″ с. ш. 35°36′20″ в. д. |
| Усадьбы, парки, музеи                     |                                   |      | |                                 |
| Природный лесопарк, усадьба Смецкого      | с. Макаровка                      |      | Усадьба Смецкого в с. Макаровка (начало 20 в.) В настоящее время располагается Областной противотуберкулезный санаторий. Лесопарк 37 га леса с 200-летними дубами, 174 вида редких растений. 24 сентября 2016 года, пожар уничтожил усадьбу. |                                 |
| Церкви, монастыри                         |                                   |      | |                                 |
| Церковь Крещения Господня                 | с. Быки                           |      | Церковь Крещения Господня (1856). | 51°40′08″ с. ш. 35°30′34″ в. д. |
| Водоемы, озера, источники                 |                                   |      | |                                 |
| Курчатовское водохранилище                | г. Курчатов                       |      | Пруд-охладитель Курской АЭС. Зимой не замерзает. На косе водохранилища отмечено более 100 видов птиц, в том числе усатая синица. Прилетают на зимовку таежная утка-гоголь и лебедь-кликун. В водохранилище запущены тиляпия, креветка речная японская (Macrobrachium nipponence). В г. Курчатов имеется благоустроенная набережная водохранилища.                                        | 51°39′50″ с. ш. 35°40′50″ в. д. |
| Подвесной мост в Дичне                    | п. Дичня                          |      | Пешеходный подвесной мост длиной 110 м, через реку Сейм. | 51°41′50″ с. ш. 35°45′43″ в. д. |
| Заповедники, заказники, памятники природы |                                   |      | |                                 |
| Лесные насаждения д. Фаустово, д. Дурнево | д. Фаустово, д. Дурнево           |      | Система защитных лесных насаждений на эродированной балке. Гидрологический памятник природы, с пересеченной местностью оврагами и балками, образован для охраны насаждений из дуба, берёзы, лиственницы. |                                 |
| Памятники археологии                      |                                   |      | |                                 |
| Городище Кузина гора                      | д. Сорокина                       |      | Городище «Кузина Гора» занимало выдающийся к р. Сейм мыс, один из склонов которого круто спускается к неширокой надпойменной террасе. Для юхновской культуры характерны жилища столбовой конструкции на несколько семей — «длинные дома». Ещё до раскопок старики рассказывали, что в этом месте «жили старые люди, у которых был один на всех длинный дом, кольцом окружавший деревню». |                                 |
| Городище с. Колпаково                     | с. Колпаково                      |      | Самый южный укрепленный посёлок юхновской культуры на Курской земле. Находится на мысу правого высокого берега Реута, образованном двумя оврагами, на склоне южной экспозиции находится городище. Внутренний вал 2,5 м, внешний — 2 м. Валы хорошо сохранились. |                                 |

### Льговский район
| Наименование                                        | Ближайший населённый пункт, адрес | Фото | Краткое описание | Координаты                      |
| --------------------------------------------------- | --------------------------------- | ---- | --- | ------------------------------- |
| Усадьбы, парки, памятники архитектуры               |                                   |      | |                                 |
| Башня Шамиля                                        | г. Льгов, ул. Красная             |      | Беседка в псевдоготическом стиле (памятник архитектуры 19 в. республиканского значения), хорошо обозреваемая с шоссе при въезде в г. Льгов. В 1868 при переезде из Калуги в Киев Шамиль побывал в имении Барятинских во Льгове, с башни любовался окрестностями. Народная молва утверждает, что в ней он молился. | 51°40′21″ с. ш. 35°16′31″ в. д. |
| Парк усадьбы князей Барятинских «Нижние деревеньки» | г. Льгов, ул. Красная             |      | Парк усадьбы князей Барятинских «Нижние деревеньки» (1-я пол. 19 в.): сохранились ворота в парк, Башня Шамиля, и некоторые строения, руины особняка. В 2000-х годах особняк разобран местным населением на кирпич. Парк примечателен большим количеством 200-летних дубов, лип, кленов, вязов и сосен.            | 51°40′18″ с. ш. 35°16′28″ в. д. |
| Дом Аркадия Гайдара                                 | г. Льгов, ул. К. Либкнехта, 31    |      | Дом Аркадия Гайдара. Музей. | 51°37′56″ с. ш. 35°15′36″ в. д. |
| Усадьба Ржевских                                    | с. Борисовка                      |      | Усадьба Ржевских в с. Борисовка |                                 |
| Усадьба Малеевых                                    | с. Малеевка                       |      | Усадьба потомственных дворян Малеевых находится в центре села в окружении полуторавековых деревьев и состоит из главного усадебного дома и дома для прислуги. В усадебном доме размещается школа. |                                 |
| Усадьба Бартрам                                     | д. Семеновка                      |      | Усадьба Бартрам, в состав которой входит усадебный дом, хозяйственная постройка, ветряная мельница, парк и сад. В усадебном доме работает сельская школа. |                                 |
| Склеп-мавзолей Стремоуховых                         | с. Фитиж                          |      | Железобетонный склеп-мавзолей Стремоуховых. | 51°40′50″ с. ш. 35°08′05″ в. д. |
| Старый льговский шлях                               | п. Пригородная слобода            |      | Единственный в Курской области участок старинной дороги с покрытием из брусчатки. В настоящее время (2014 г.) дорога из брусчатки заасфальтирована, таким образом достопримечательность фактически утрачена. | 51°41′54″ с. ш. 35°18′02″ в. д. |
| Церкви, монастыри                                   |                                   |      | |                                 |
| Церковь «Живоносный Источник» иконы Божией Матери   | с. Фитиж                          |      | Церковь «Живоносный Источник» иконы Божией Матери (1834) |                                 |
| Церковь Михаила-Архангела                           | с. Густомой                       |      | Церковь Михаила-Архангела (1833) |                                 |
| Церковь Воскресения Христова                        | с. Большие Угоны                  |      | Церковь Воскресения Христова (1848). |                                 |
| Заповедники, заказники, памятники природы           |                                   |      | |                                 |
| Банищанский лес                                     | с. Банищи                         |      | Самый большой реликтовый лес Курской области. Частично располагается в Льговском районе. | 51°42′15″ с. ш. 35°00′41″ в. д. |
| Водоёмы, озёра, источники                           |                                   |      | |                                 |
| Озеро Лезвино                                       | с. Банищи                         |      | Самое большое озеро-старица реки Сейм. Нерестилище многих видов рыб; места обитания охотничьих и редких видов животных — бобр, выхухоль. | 51°42′43″ с. ш. 34°56′52″ в. д. |
| Памятники археологии                                |                                   |      | |                                 |
| Городище «Лысая гора»                               | д. Погореловка                    |      | Городище «Лысая гора», кон. I тыс. до н. э. — IX—X вв. н. э. |                                 |

### Мантуровский район
| Наименование                               | Ближайший населённый пункт, адрес | Фото | Краткое описание | Координаты |
| ------------------------------------------ | --------------------------------- | ---- | --- | ---------- |
| Усадьбы, парки, памятники архитектуры      |                                   |      | |            |
| Усадьба Арцыбушевых                        | с. Покровское                     |      | Усадьба Арцыбушевых (главный усадебный дом, парк и пруд), признана памятником архитектуры второй половины 19 в.. |            |
| Церкви, монастыри                          |                                   |      | |            |
| Церковь святителя Николая Чудотворца       | c. Мантурово (Курская область)    |      | Каменная церковь святителя Николая Чудотворца (1746). |            |
| Церковь великомученика Димитрия Солунского | с. Репец                          |      | Церковь великомученика Димитрия Солунского (1801) |            |
| Церковь Михаила Архангела                  | с. 2-е Засеймье                   |      | Церковь Михаила Архангела (1876). |            |
| Водоемы, источники                         |                                   |      | |            |
| Исток реки Сейм                            | с. Верхосеймье                    |      | Исток реки Сейм. (По версии, восходящей к «Книге большому чертежу»). |            |
| Заповедники, заказники, памятники природы  |                                   |      | |            |
| Букреевские Бармы                          | п. Большие Бутырки                |      | Входит в состав Центрально-Чернозёмного заповедника Здесь сохранились остатки реликтовой растительности, господствовавшей ещё в ледниковую эпоху. Так, только здесь в пределах заповедника произрастает златоцвет алаунский. |            |

### Медвенский район
| Наименование                             | Ближайший населённый пункт, адрес | Фото | Краткое описание | Координаты |
| ---------------------------------------- | --------------------------------- | ---- | --- | ---------- |
| Усадьбы, музеи                           |                                   |      | |            |
| Дом-музей Е. М. Чепцова                  | п. Медвенка                       |      | Дом-музей художника Чепцова Е. М.. |            |
| Церкви, монастыри                        |                                   |      | |            |
| Церковь Покрова Божией Матери            | с. Любицкое                       |      | Церковь Покрова Божией Матери (1848) |            |
| Церковь Николая Чудотворца               | с. Белый Колодезь                 |      | Церковь Николая Чудотворца (1850) |            |
| Церковь святителя Митрофана Воронежского | с. Панино                         |      | Церковь святителя Митрофана Воронежского (1855). |            |
| Заповедники, заказники                   |                                   |      | |            |
| Казацкая степь                           |                                   |      | Часть Центрально-Чернозёмного заповедника. Заповедная реликтовая, никогда не паханая степь на севере Медвенского района Курской области. Площадь — около 700 га. Нераспаханность этого участка земли обусловлена тем, что он, являясь общинной собственностью курских казаков, служил только для выпаса их лошадей и домашнего скота. |            |

### Обоянский район
| Наименование                                       | Ближайший населённый пункт, адрес | Фото | Краткое описание | Координаты                      |
| -------------------------------------------------- | --------------------------------- | ---- | --- | ------------------------------- |
| Усадьбы, музеи, памятники архитектуры              |                                   |      | |                                 |
| Здание бывшей женской прогимназии                  | г. Обоянь                         |      | Здание бывшей женской прогимназии в стиле необарокко, памятник архитектуры. | 51°12′33″ с. ш. 36°16′48″ в. д. |
| Церкви, монастыри                                  |                                   |      | |                                 |
| Церковь иконы Божией Матери Смоленской             | г. Обоянь                         |      | Каменная церковь иконы Божией Матери Смоленской (1790) | 51°12′44″ с. ш. 36°16′15″ в. д. |
| Собор Александра Невского                          | г. Обоянь, ул. Луначарского, 26   |      | Собор Александра Невского (1907), трёхпрестольный храм из красного кирпича в русско-византийском стиле, который венчают пять куполов. | 51°12′42″ с. ш. 36°16′46″ в. д. |
| Собор Троицы Живоначальной                         | г. Обоянь                         |      | Собор Троицы Живоначальной (1908), храм из красного кирпича в русско-византийском стиле. | 51°12′36″ с. ш. 36°15′58″ в. д. |
| Церковь бессребренников Космы и Дамиана            | с. Косиново                       |      | Деревянная церковь бессребренников Космы и Дамиана (1801) | 51°15′27″ с. ш. 35°55′42″ в. д. |
| Церковь святителя Николая Чудотворца               | с. Афанасьево                     |      | Каменная церковь святителя Николая Чудотворца (1840). |                                 |
| Церковь Покрова Пресвятой Богородицы               | с. Каменка.                       |      | Заброшенная деревянная церковь Покрова Пресвятой Богородицы |                                 |
| Заповедники, заказники, памятники природы          |                                   |      | |                                 |
| Пойма Псла                                         |                                   |      | Участок Центрально-Чернозёмного заповедника |                                 |
| Зоринские болота                                   | с. Зорино                         |      | Верховые болота, находящиеся северо-восточнее с. Зорино, с 1997 — часть Центрально-Чернозёмного заповедника. Покров болот образуют редкие мхи рода сфагнум — растительность северного типа. Встречаются подберёзовик белый и дождевик гигантский, хищное растение росянка. |                                 |
| Урочище «Винишный Водопой»                         |                                   |      | Выделяется разнообразием плодов лесной яблони и груши по размерам, окраске, вкусу, сроку созревания и лёжкости. |                                 |
| Клон осины исполинской в урочище «Туровец-Большое» | с. Бушмено.                       |      | Клон осины исполинской в урочище «Туровец-Большое» |                                 |

### Октябрьский район
| Наименование         | Ближайший населённый пункт, адрес | Фото | Краткое описание | Координаты                      |
| -------------------- | --------------------------------- | ---- | --- | ------------------------------- |
| Водоемы, источники   |                                   |      | |                                 |
| Источник Волков Ключ | д. Журавлино                      |      | Источник Волков Ключ, на базе которого создан ландшафтно-сервисного комплекс, парк и зоопарк. | 51°34′05″ с. ш. 35°56′24″ в. д. |
| Памятники археологии |                                   |      | |                                 |
| Липинское городище   | д. Липино                         |      | Памятник археологии возле д. Липино, представляет собой отдельно стоящий холм с плоской вершиной, на котором находилось древнее укрепленное городище. Скифский колодец (в настоящее время законсервирован).                                                                              | 51°40′23″ с. ш. 35°51′23″ в. д. |
| Авдеевская стоянка   | д. Авдеево                        |      | Стоянка позднего палеолита, поселение в форме овала площадью 800 м². На периферии выявлены полуземлянки. Среди обнаруженных артефактов — «палеолитические венеры» с чётко различимыми чертами лица, фигурка мамонта, разнообразный инвентарь из камня, кремня и кости, а также украшения |                                 |

### Поныровский район
| Наименование                                               | Ближайший населённый пункт, адрес | Фото | Краткое описание                                                                                      | Координаты                      |
| ---------------------------------------------------------- | --------------------------------- | ---- | --- | ------------------------------- |
| Усадьбы, музеи, памятники                                  |                                   |      | |                                 |
| Усадьба Шатохиных                                          | с. Брусовое                       |      | Усадьба дворян Шатохиных, где сохранился главный усадебный дом (2-я половина 19 в.) и старинный парк. |                                 |
| Мемориальный комплекс «Героям северного фаса Курской дуги» | п. Поныри                         |      | Мемориальный комплекс «Героям Северного фаса Курской дуги» в п. Поныри. Военно-исторический музей.    | 52°19′04″ с. ш. 36°18′18″ в. д. |
| Церкви, монастыри                                          |                                   |      | |                                 |
| Церковь Введения во храм Пресвятой Богородицы              | с. Верхнесмородино                |      | Церковь Введения во храм Пресвятой Богородицы (1872).                                                 |                                 |
| Другие достопримечательности                               |                                   |      | |                                 |
| Наивысшая точка Курской области                            | с. Ольховатка                     |      | Наивысшая точка Курской области — 274 м, возле села Ольховатка Поныровского района.                   |                                 |

### Пристенский район
| Наименование                        | Ближайший населённый пункт, адрес | Фото | Краткое описание | Координаты                      |
| ----------------------------------- | --------------------------------- | ---- | --- | ------------------------------- |
| Усадьбы, музеи, памятники           |                                   |      | |                                 |
| Водяная мельница                    | с. Красниково                     |      | Водяная мельница, построена в 1861 году. Работала до 2006 г, затем несколько лет была заброшена и разрушалась. Восстановлена в 2014 году. | 51°15′21″ с. ш. 36°25′03″ в. д. |
| КП Воронежского фронта              | п. Кировский                      |      | Военно-исторический музей (учрежден 9 мая 1983) в п. Кировский и мемориальный комплекс, на котором установлен бюст командующего Воронежским фронтом Н. Ф. Ватутина. |                                 |
| Руины усадьбы Веревкина             | с. Пристенное                     |      | Руины усадьбы Веревкина (позднее принадлежала графу Клейнмихелю). Особняк 19 в. с кирпичными воротами, двумя подземными ходами, выложенными кирпичом, с прилегающим садом, конюшней. Дворянская усадьба имела 3 этажа. От дома к церкви и к реке шли кирпичные ходы. На берегу реки была купальня, выложенная кафелем. | 51°13′10″ с. ш. 36°49′40″ в. д. |
| Церкви, монастыри                   |                                   |      | |                                 |
| Церковь Преображения Господня       | с. Пристенное                     |      | Деревянная церковь Преображения Господня (1829) |                                 |
| Церковь Покрова Божией Матери       | п. Пристень                       |      | Каменная церковь Покрова Божией Матери (1900) |                                 |
| Церковь Успения Божией Матери       | с. Бобрышево                      |      | Церковь Успения Божией Матери (1821). |                                 |
| Водоемы, источники                  |                                   |      | |                                 |
| Святой источник Серафима Саровского | п. Пристень                       |      | Святой источник Серафима Саровского, на территории которого расположена деревянная скульптура этого святого. |                                 |

### Рыльский район
| Наименование                                                          | Ближайший населённый пункт, адрес | Фото | Краткое описание | Координаты                      |
| --------------------------------------------------------------------- | --------------------------------- | ---- | --- | ------------------------------- |
| Усадьбы, музеи, памятники                                             |                                   |      | |                                 |
| Марьино                                                               | п. Марьино, с. Ивановское         |      | Усадьба князей Барятинских, дворцово-парковый комплекс. | 51°35′11″ с. ш. 34°56′37″ в. д. |
| Палаты гетмана Мазепы                                                 | с. Ивановское                     |      | Палаты гетмана Мазепы, памятник архитектуры 18 века, (1705). Кроме основного здания сохранилась ещё небольшая «каменица», в которой размещается народный музей села Ивановское. |                                 |
| Рыльская крепость, Гора Ивана Рыльского                               | г. Рыльск                         |      | Место расположения древней Рыльской крепости. Гора Иоанна Рыльского представляет собой удобную обзорную площадку, с которой открывается вид на центр Рыльска, Рыльский монастырь и р. Сейм. Никаких древностей на горе не сохранилось, в 2003—2006 была поставлена кирпичная часовня Иоанна Рыльского и православный крест огромных размеров, видимый из всех частей города. | 51°34′11″ с. ш. 34°41′28″ в. д. |
| Воеводские дома, или «Дома Шемяки»                                    | г. Рыльск                         |      | В сквере около Дома пионеров, где в старину находилась административная площадь, сохранились три здания, которые рыляне издавна связывают с именем последнего рыльского князя Василия Ивановича Шемяки. Здания эти были построены не ранее первой четверти XVIII века и, по-видимому, на месте и над подвалами ранее существовавших древних строений. На мысль об этом наводит как то, что они издавна назывались домами Шемяки, так и существование хода-тайника, соединявшего два из этих зданий. |                                 |
| Дом Петра I                                                           | г. Рыльск, ул. Розы Люксембург    |      | Дом, в котором жил Пётр I, когда он возвращался после разгрома шведов под Полтавой. Дом этот подвергался значительным изменениям, в частности, была уничтожена старинная наружная лестница. Этот дом является самым старинным сооружением из всех сохранившихся в Рыльске |                                 |
| Торговые ряды XVIII — начала XIX в.                                   | г. Рыльск, Советская пл. 7        |      | Торговые ряды, 18 — начала 19 в. Строительство было начато Иваном Федотовичем фон-Фолимоновым, окончательно достроены наследниками. На углу возвышается ротонда с двумя просветами окон высотой в два этажа. Фасад обрамлен колоннами, верхний ярус украшают сегментные окна. Купольная крыша, заканчивающаяся в верхней части маленьким барабаном, и вся внешняя часть ротонды похожа на торговую гирю. От ротонды протянулась ходовая галерея с арочными проемами. Первый полуподвальный этаж украшают сегментные окна; под ротондой находятся глубокие подвалы. В настоящее время в здании размещается Музей «История Рыльского авиационного технического колледжа и наследия Г. И. Шелихова» | 51°34′21″ с. ш. 34°41′13″ в. д. |
| Торговые ряды                                                         | г. Рыльск, Советская пл.          |      | Торговые ряды, XIX в., фасад длиной около 70 метров с открытой аркатурой. По наружному периметру — ряды ниш с открытыми в сторону улицы аркадами или колоннами. При этом ниши, в которые загонялись конные возы, служили стойлом для лошадей на время торгов, и торговым помещением, в котором задок воза являлся прилавком. | 51°34′12″ с. ш. 34°41′12″ в. д. |
| Памятник Г. И. Шелихову                                               | г. Рыльск                         |      | Памятник путешественнику и мореплавателю Г. И. Шелихову (скульптор В. И. Ингал). | 51°34′30″ с. ш. 34°41′10″ в. д. |
| Усадьба Филимоновых , Усадьба Фончиковых                              | д. Ишутино                        |      | Усадьба Фончиковых (правильнее — усадьба братьев Ивана и Василия Егоровича фон Филимоновых), нач. XIX в. До настоящего времени сохранился кирпичный усадебный дом и липовая аллея. В доме размещается сельская школа. |                                 |
| Церкви, монастыри                                                     |                                   |      | |                                 |
| Рыльский Свято-Николаевский мужской монастырь, (Никольский монастырь) | г. Рыльск, Пригородная Слободка   |      | Рыльский монастырь (известен с 1505) — имеет каменную стену с островерхими башнями (после 1776), надвратная колокольня (1747) с пристройками, однотипные одноглавые Воздвиженская (1733), Троицкая (1747), Никольская (1753) церкви. | 51°35′10″ с. ш. 34°41′34″ в. д. |
| Церковь иконы Божией Матери Владимирской                              | с. Кострова                       |      | Каменная церковь иконы Божией Матери Владимирской (1781) |                                 |
| Церковь Покрова Божией Матери                                         | с. Крупец                         |      | Церковь Покрова Божией Матери (1837) |                                 |
| Церковь Георгия Победоносца                                           | с. Козино                         |      | деревянная церковь Георгия Победоносца (1844), |                                 |
| Церковь иконы Божией Матери Знамение                                  | с. Бегоща                         |      | Деревянная церковь иконы Божией Матери Знамение (1859). |                                 |
| Церковь Введения во храм Пресвятой Богородицы                         | с. Капыстичи                      |      | Церковь Введения во храм Пресвятой Богородицы (1848 г.), расположена на высоком береговом мысу р. Сейм. |                                 |
| Заповедники, заказники, памятники природы                             |                                   |      | |                                 |
| Озеро Малино                                                          | с. Капыстичи, д. Велье            |      | Комплексный памятник природы естественного происхождения представлен озером-старицей, которое окружено лугами и лесным массивом. Водно-болотное угодье, используемое для гнездования водно-болотных птиц, нереста рыбы, мест обитания многих водных охотничьих животных. |                                 |
| Памятники археологии                                                  |                                   |      | |                                 |
| Курган и городища с. Капыстичи                                        | с. Капыстичи                      |      | Курган и городища с. Капыстичи — городище и селище «железного века» (2-я пол. I тыс. до н. э.), а в двух километрах к востоку от него, в центре села, — славянское городище и селище (ориентировочно Х — XII вв.). На восточной окраине села сохранился высокий курган эпохи бронзы (к. III—II тыс. до н. э.) На древнем селище помещики Воропановы обосновали родовую усадьбу. |                                 |

### Советский район
| Наименование                             | Ближайший населённый пункт, адрес | Фото | Краткое описание                                | Координаты |
| ---------------------------------------- | --------------------------------- | ---- | ----------------------------------------------- | ---------- |
| Церкви, монастыри                        |                                   |      |                                                 |            |
| Церковь иконы Божией Матери Владимирской | с. Красная долина                 |      | Церковь иконы Божией Матери Владимирской (1829) |            |
| Церковь иконы Божией Матери Владимирской | с. Липовчик                       |      | Церковь иконы Божией Матери Владимирской (1850) |            |
| Церковь Рождества Пресвятой Богородицы   | с. Нижнее Гурово                  |      | Церковь Рождества Пресвятой Богородицы (1851).  |            |

### Солнцевский район
| Наименование                         | Ближайший населённый пункт, адрес | Фото | Краткое описание | Координаты                      |
| ------------------------------------ | --------------------------------- | ---- | --- | ------------------------------- |
| Усадьбы, парки                       |                                   |      | |                                 |
| Усадьба Сонцовых                     | п. Солнцево, с. Никольское        |      | Усадьба Сонцовых — памятник архитектуры начала 19 в. — усадебный дом, дом управляющего усадьбой, парк и пруды. Усадьба принадлежала дворянской семье Сонцовых. Позднее рядом с Никольским был построен рабочий посёлок Солнцево. После революции 1917 в усадебном доме располагалась сельская школа, но после пожара дом был заброшен. В доме бывш. управляющего усадьбой в наст. время размещается районная бактериологическая лаборатория. |                                 |
| Делеверов сад                        | д. Александровка                  |      | В деревне Александровка расположен Делеверов сад, в котором находятся руины усадьбы помещика Делевера. В Советское время в его, ещё не разрушенном доме, находилась школа. |                                 |
| Церкви, монастыри                    |                                   |      | |                                 |
| Церковь Николая Чудотворца           | с. Гололобовка (Лещино-Плата)     |      | Заброшенная каменная церковь Николая Чудотворца (1-я половина XIX века) | 51°31′52″ с. ш. 36°56′53″ в. д. |
| Церковь Покрова Пресвятой Богородицы | с. Орлянка                        |      | Церковь Покрова Пресвятой Богородицы (1794 год) |                                 |
| Церковь святителя Николая Чудотворца | с. Зуевка                         |      | Церковь святителя Николая Чудотворца (1878 год). |                                 |
| Заповедники, заказники               |                                   |      | |                                 |
| Заказник «Веть»                      | д. Апухтино, д. Быковка.          |      | Зоологический природный заказник образован для сохранения водно-болотных угодий речной поймы, водоплавающих и околоводных видов птиц, а также выхухоли. |                                 |

### Суджанский район
| Наименование                                                 | Ближайший населённый пункт, адрес | Фото | Краткое описание | Координаты                      |
| ------------------------------------------------------------ | --------------------------------- | ---- | --- | ------------------------------- |
| Усадьбы, парки                                               |                                   |      | |                                 |
| Гуево, имение князей Долгоруковых                            | с. Гуево                          |      | Гуево, имение князей Долгоруковых — в селе сохранился вековой парк, превратившийся густой лес, на одной из полян которого находится недостроенный дворец князя П. Д. Долгорукова, строившийся по проекту архитектора В. Щуко. От усадебных построек сохранились некоторые служебные постройки в стиле позднего классицизма. | 51°05′09″ с. ш. 35°15′51″ в. д. |
| Руины паровой мельницы в имении Долгоруковых                 | с. Гуево                          |      | Руины пятиэтажной паровой мельницы в имени князей Долгоруковых. | 51°04′47″ с. ш. 35°16′54″ в. д. |
| Усадьба купцов Тахтамировых                                  | с. Рубанщина                      |      | Памятник архитектуры XIX — нач. XX вв. включает кирпичный главный усадебный дом, конюшню, хозяйственную постройку, школу, кирпичную ограду с воротами и сад. Главный усадебный дом представляет собой двух/трёхэтажный особняк с высокими четырёхскатными крышами, с шатром, украшенным шпилем восьмигранной башни. Усадьбу занимал противотуберкулёзный диспансер. |                                 |
| Церкви, монастыри                                            |                                   |      | |                                 |
| Горнальский Свято-Николаевский Белогорский мужской монастырь | с. Горналь                        |      | Горнальский Свято-Николаевский Белогорский мужской монастырь (основан в 1672). Монастырь находится в живописном месте на высоких меловых горах. Пограничная зона. | 51°04′00″ с. ш. 35°13′55″ в. д. |
| Гора Фагор                                                   | с. Горналь                        |      | Меловая гора в окрестностях с. Горналь, в живописном месте недалеко от Горнальского монастыря. С горой связано множество легенд. На холме 12 сосен и одна в стороне. По убеждению монахов символизирует это Христа и 12 апостолов. На горе установлен поклонный крест. Пограничная зона. | 51°03′52″ с. ш. 35°13′41″ в. д. |
| Церковь Святой Троицы и Вознесения Господня                  | г. Суджа                          |      | Церковь Святой Троицы и Вознесения Господня (1812). |                                 |
| Заповедники, заказники, памятники природы, водоемы           |                                   |      | |                                 |
| Озеро Клюквенное                                             | с. Нижнемахово                    |      | Свободное зеркало озера состоит из двух частей (основная часть водной глади — 5.6 га). Произрастают реликтовые виды растений послеледниковой эпохи, такие как плаун булавовидный, альдрованда пузырчатая, росянка круглолистная, клюква болотная, турча болотная, ортилия однобокая, пушица влагалищная, шейхцерия болотная и др. Малая сплавина («плавающий остров») площадью 0.6 га, которая до 1998—1999 гг. свободно перемещалась по озеру, а затем «приросла» к его юго-западному берегу. | 51°07′09″ с. ш. 35°27′28″ в. д. |
| Урочище «Великое»                                            | с. Гуево                          |      | Дендрологический памятник природы создан для охраны лиственного леса на берегу р. Псел. Правый берег реки с крутизной склонов до 15-25° покрыт сложным широколиственным лесом. В нагорной дубраве древесным эдификатором является дуб черешчатый, реже ясень обыкновенный. Также растет клён остролистный, липа мелколистная. Представляют ценность небольшие участки старовозрастных дубняков, осинников и липняков.                                                                          |                                 |
| Памятники археологии                                         |                                   |      | |                                 |
| Горнальское городище                                         | с. Горналь                        |      | Большое Горнальское городище, имело целый ряд признаков протогорода. Около сер. X в. в его центре на ранее свободной площадке была возведена нетипичная для роменцев обширная двухкамерная постройка 1 с большими хранилищами. В ней был обнаружен богатый инвентарь (серебряные браслеты и семилучевые височные кольца, монеты), который свидетельствует о высоком социальном статусе владельцев. Картина Горналя вполне соответствует месту проживания «князя» племенного княжения.          | 51°04′00″ с. ш. 35°14′18″ в. д. |

### Тимский район
| Наименование                                                                          | Ближайший населённый пункт, адрес | Фото | Краткое описание                                                                      | Координаты |
| ------------------------------------------------------------------------------------- | --------------------------------- | ---- | ------------------------------------------------------------------------------------- | ---------- |
| Церкви, монастыри                                                                     |                                   |      |                                                                                       |            |
| Церковь Введения во храм Пресвятой Богородицы                                         | п. Тим                            |      | Церковь Введения во храм Пресвятой Богородицы (1863)                                  |            |
| Церковь великомученика Георгия Победоносца                                            | с. Становое                       |      | Церковь великомученика Георгия Победоносца (1893).                                    |            |
| Храм Успения Пресвятой Богородицы                                                     | с. Успенка                        |      | Храм Успения Пресвятой Богородицы                                                     |            |
| Геологические памятникм                                                               |                                   |      |                                                                                       |            |
| Обнажения в оврагах палеогеновых песчаников с отпечатками теплолюбивой растительности | п. Тим                            |      | Обнажения в оврагах палеогеновых песчаников с отпечатками теплолюбивой растительности |            |

### Фатежский район
| Наименование                                                             | Ближайший населённый пункт, адрес | Фото | Краткое описание | Координаты                      |
| ------------------------------------------------------------------------ | --------------------------------- | ---- | --- | ------------------------------- |
| Усадьбы, музеи                                                           |                                   |      | |                                 |
| Дом-музей Г. В. Свиридова                                                | г. Фатеж                          |      | Дом-музей композитора Г. В. Свиридова | 52°05′12″ с. ш. 35°51′45″ в. д. |
| Церкви, монастыри                                                        |                                   |      | |                                 |
| Церковь Рождества Христова                                               | с. Шатовка                        |      | Каменная церковь Рождества Христова (1763) |                                 |
| Церковь иконы Божией Матери Тихвинской                                   | г. Фатеж                          |      | Каменная церковь иконы Божией Матери Тихвинской (1800). |                                 |
| Церковь Крещения Господня                                                | с. Большое Анненково              |      | Церковь Крещения Господня (1892) |                                 |
| Церковь Василия Великого                                                 | с. Гнездилово                     |      | Церковь Василия Великого (1903). |                                 |
| Геологические памятники                                                  |                                   |      | |                                 |
| Обнажения в оврагах песчаников с отпечатками теплолюбивой растительности | д. Молотычи                       |      | Обнажения в оврагах палеогеновых песчаников с отпечатками теплолюбивой растительности                                                                                             |                                 |
| Археологические памятники                                                |                                   |      | |                                 |
| Городище с. Шатохино                                                     | с. Шатохино                       |      | городище с. Шатохино, р. Усожа. VI—I вв. до н. э. |                                 |
| Аномальные зоны                                                          |                                   |      | |                                 |
| Фатежские воронки                                                        | д. Ушаково                        |      | В 1999 году в д. Ушаково произошли взрывы неизвестной природы. Прибывшие через пять дней курские специалисты из МЧС замерили глубину кратера — 6 метров и размер 13 х 8 метров. . |                                 |

### Хомутовский район
| Наименование                                  | Ближайший населённый пункт, адрес | Фото | Краткое описание | Координаты |
| --------------------------------------------- | --------------------------------- | ---- | --- | ---------- |
| Усадьбы, музеи                                |                                   |      | |            |
| Усадьба Левшиных                              | п. Хомутовка                      |      | Усадьба Левшиных — памятник архитектуры 18 в., в Курской области по старшинству является вторым после палат Мазепы. Усадебный дом-дворец расположен на берегу большого паркового пруда. Это — сложное в плане кирпичное двухэтажное здание на подвалах с подземными ходами в стиле «петровского барокко» (первая треть 18 в.). В настоящее время во дворце располагается районная администрация. |            |
| Усадьба Нелидовых                             | с. Гламаздино                     |      | Усадьба Нелидовых — кирпичный особняк с мезонином, который стоит в парке в окружении полуторавековых дубов и тополей на берегу пруда, а также каменный флигель — дом для прислуги, в усадебном доме располагается школа и краеведческий музей. |            |
| Бюст Хрущева Н. С.                            | с. Калиновка                      |      | Мраморный бюст Хрушева Н. С. на родине. Установлен в 2009 г. Скульптор Томский Н. В.. |            |
| Церкви, монастыри                             |                                   |      | |            |
| Церковь иконы Казанской Божьей Матери         | с. Сныткино                       |      | Церковь иконы Казанской Божьей Матери (1806) |            |
| Церковь Рождества Пресвятой Богородицы        | с. Меньшиково                     |      | Церковь Рождества Пресвятой Богородицы (1852) |            |
| Церковь Пророка, Предтечи и Крестителя Иоанна | с. Ольховка                       |      | Церковь Пророка, Предтечи и Крестителя Иоанна (1870) |            |
| Церковь великомученика Дмитрия Солунского     | с. Сальное                        |      | Церковь великомученика Дмитрия Солунского (1880). |            |
| Заповедники, заказники, памятники природы     |                                   |      | |            |
| Лук медвежий (черемша) в урочище Среднее      | д. Ефросимово                     |      | Дубравы c крупной популяцией травянистого луковичного растения — черемшой. |            |
| Урочище «Обжи»                                | с. Прилепы                        |      | Урочище «Обжи» площадью 499 га — естественный сосновый лес, культуры лиственницы сибирской в возрасте деревьев около 100 лет. |            |
| Урочище Городовое-Мокренькое                  | п. Березовое                      |      | Дендрологический памятник природы представлен вековыми хвойными насаждениями редкими для Курской области. |            |
| Заказник Гнилуша                              | с. Петровское                     |      | Зоологический природный заказник образован для сохранения экосистемы заболоченной поймы; охотничьи виды животных; бобр. На мелководных участках реки растут: тростник, рогоз, рдесты, кувшинка, кубышка. Около 50 % занято лиственными лесами. Много ольшанников. |            |
| Лесные культуры ели колючей. р. Поды          |                                   |      | Лесные культуры ели колючей. р. Поды. Дендрологический памятник природы создан для охраны культуры ели колючей (серебристая форма) на склонах балки. |            |
| Памятники археологии                          |                                   |      | |            |
| Красный Курган                                | п. Красный курган                 |      | Красный Курган, городище IX—X вв. н. э. |            |
| Курган, с. Бупел                              | с. Бупел, с. Капыстичи            |      | По дороге между селами Бупел и Капыстичи сохранился высокий курган эпохи бронзы (к. III—II тыс. до н. э.) |            |

### Черемисиновский район
| Наименование                             | Ближайший населённый пункт, адрес | Фото | Краткое описание | Координаты                      |
| ---------------------------------------- | --------------------------------- | ---- | --- | ------------------------------- |
| Усадьбы, музеи, памятники                |                                   |      | |                                 |
| Памятный знак на Красной поляне          | с. Чернянка                       |      | Памятный знак на Красной поляне, у с. Чернянка на месте, где вероятно происходили сражения между российскими войсками и ногайской ордой, скульптор Клыков В. М.                                      | 51°54′21″ с. ш. 37°19′45″ в. д. |
| Монумент "Голова ногайца"                | с. Чернянка                       |      | Жанровая скульптура на Красной поляне у с. Чернянка. | 51.905870, 37.330873            |
| Церкви, монастыри                        |                                   |      | |                                 |
| Церковь иконы Божией Матери Владимирской | с. Стаканово                      |      | Каменная церковь иконы Божией Матери Владимирской (1910—1914), признанной памятником архитектуры 20 века. Церковь построена в память земляка, героя Русско-японской войны лейтенанта А. С. Сергеева. |                                 |
| Заповедники, заказники                   |                                   |      | |                                 |
| Урочище «Демин лес»                      | с. Никитское                      |      | Урочище «Демин лес». Старовозрастная балочная дубрава |                                 |

### Щигровский район
| Наименование                                                           | Ближайший населённый пункт, адрес                  | Фото | Краткое описание | Координаты                      |
| ---------------------------------------------------------------------- | -------------------------------------------------- | ---- | --- | ------------------------------- |
| Усадьбы, музеи, памятники                                              |                                                    |      | |                                 |
| «Ракета»                                                               | пос. Зеленая Роща                                  |      | Сооружение из металлоконструкций, напоминающее монумент «Покорителям космоса». | 51°52′43″ с. ш. 36°46′02″ в. д. |
| Памятник воинам-щигровцам                                              | с. Кресты                                          |      | Памятник 8180 щигровцам, не вернувшимся с войны, павшим в боях за Родину (открыт в честь 55-летия победы на Курской дуге) | 51°50′07″ с. ш. 36°35′02″ в. д. |
| Церкви, монастыри                                                      |                                                    |      | |                                 |
| Собор Святой Троицы                                                    | г. Щигры                                           |      | Собор Святой Троицы (1801) | 51°52′14″ с. ш. 36°54′50″ в. д. |
| Церковь Божией Матери Казанской                                        | с. Малый Змеинец                                   |      | Церковь Божией Матери Казанской (19 в.). |                                 |
| Геологические памятники                                                |                                                    |      | |                                 |
| Обсадная труба 1-й буровой геолого-разведочной скважины на залежах КМА | д. Козловка, д. Большая Лозовка, д. Малая Лозовка. |      | Скважина № 1, впервые вскрывшая железистые кварциты на Курской магнитной аномалии в 1923 году. Между деревнями Козловка и Лозовка, была установлена наибольшая гравитационная и магнитная аномалия. Обсадная труба, чугунная плита и цепи в 2000-х годах украдена на металлолом, плиту из мрамора и монолит разбили, но мемориал ещё существует[значимость факта?]. | 51°50′03″ с. ш. 36°51′51″ в. д. |
| Памятники археологии                                                   |                                                    |      | |                                 |
| Городище д. Старая слободка                                            | д. Старая слободка                                 |      | Городище д. Старая слободка, IX—X вв. н. э. |                                 |